# Sematophyllum subpinnatum
Sematophyllum subpinnatum là một loài Rêu trong họ Sematophyllaceae. Loài này được (Brid.) E. Britton miêu tả khoa học đầu tiên năm 1918.